# Dahuang, Anhui
Dahuang (kinesiska: 大黄) är en köping i östra Kina. Den ligger i Jieshou i staden Fuyang i provinsen Anhui, omkring 240 kilometer nordväst om provinshuvudstaden Hefei. Antalet invånare är 23091. Befolkningen består av 11 537 kvinnor och 11 554 män. Barn under 15 år utgör 22,0 %, vuxna 15-64 år 65 %, och äldre över 65 år 12,0 %.